# Északnyugati átjáró
Az északnyugati átjáró az a tengeri út, amely a Kanada északi partjai, a sarkvidéki szigetcsoport mentén, a Jeges-tengeren át köti össze az Atlanti-óceán és a Csendes-óceán vizeit.

## Története
A 15. század vége és a 17. század eleje közt, majd a 19–20. században az eurázsiai gyarmatosító hatalmak – főleg az angolok, kisebb részt a hollandok és a franciák – számos expedíciót indítottak útnak, hogy találjanak egy Észak-Amerikát nyugatról és északról megkerülő, azaz Ázsia felé átvezető, a spanyoloktól és a portugáloktól független tengeri útvonalat. Ezt a feltételezett utat a britek nevezték el északnyugati átjárónak. Az átjáró keresése felgyorsította Észak-Amerika északnyugati és északkeleti partvidékeinek átkutatását.
Miután kiderült, hogy a szárazföldön nem vezet át vízi út, a figyelem Kanada sarki vizei felé fordult. Ebbe az irányba is több expedíciót küldtek. A nevezetesebbek közül néhány:
- 1517-ben Sebastian Cabot,
- 1576-ban Martin Frobisher,
- 1578-ban és 1583-ban sir Humphrey Gilbert,
- 1609-ben és 1610–1611-ben Henry Hudson,
- 1612-ben és 1615-ben Robert Bylot és William Baffin vezetésével.

Útjainak kudarcára alapozva Baffin kijelentette, hogy északnyugati átjáró nincsen, és annyira tekintélyes volt, hogy ezután bő két évszázadig (1818-ig) nem is próbálkoztak többet annak földerítésével. Ebben az évben John Ross átkutatta a Baffin-föld északi végénél nyíló Lancaster-szorost, majd az Ellesmere-sziget déli végénél kezdődő Smith-szoros környékét és partra szállt a Devon-szigeten (amit kétszáz évvel korábban, 1616-ban pillantott meg William Baffin). 1819-ben William Edward Parry fedezte fel a később róla elnevezett Parry-szigeteket.
Ezután a legnagyobb, tragikus végű vállalkozást 1845-ben Sir John Franklin vezette. Az átjáró jelentős részét gyakorlatilag az ő felkutatására indított expedíciók térképezték fel.
Elsőként Roald Amundsen hajózott át a kanadai sarki vizeken 1906-ban, Gjøa nevű hajóján. Azóta sok, a jég ellen megerősített hajó járta meg ezt az utat. 
Nyugatról kelet felé haladva az átjáró áthalad a Bering-szoroson, a Csukcs-tengeren, a Beaufort-tengeren és a kanadai Kanadai-szigetvilág szigetei között – a szigetek közt 5–7 útvonalat használnak, mint például a McClure-szorost, a Dease-szorost és a Prince of Wales-szorost, de némelyik csak kisebb hajókkal járható. A szigetcsoportot elhagyva az átjáró a Baffin-öblön és a Davis-szoroson át éri el az Atlanti-óceánt.
Az Európai Űrügynökség (ESA) 1978 óta figyeli műholdakkal az átjárót. Felvételei alapján 2007 volt az első olyan év, amelynek nyarán az átjáró teljesen megtisztult a jégpáncéltól. Nyilatkozatuk szerint ebben az évben a jégpáncél a korábbi tíz év átlagosan évi százezer négyzetkilométeres csökkenése után ugrásszerűen, 1 millió négyzetkilométerrel csökkent.

## A művészetekben
- Kenneth Roberts Északnyugati átjáró című regénye jelentős részben a két óceánt a szárazföldön összekötő (hajózható) folyami út kereséséről szól.